# بوكاتئين
بوكاتئين (بالإنجليزية: Pukateine)‏؛ هو مركب شبه قلوي، صيغته الجزيئية: C18H17NO3، يتواجد في لحاء شجر نيوزيلندي، وفي بعض نباتات أمريكا الجنوبية. تُستخدم خُلاصة شجر البوكاتئين مسكنةً للآلام في طب الأعشاب في التقاليد الماوريَّة.
درس عالم النبات النيوزيلندي، برنارد أستون الخصائصَ الفيزيائية والكيميائية لهذا المركب، وقدَّم النتائج التي توصل إليها إلى الجمعية الملكية لنيوزيلندا في 11 مايو 1909.